# Protagrotis obscura
Protagrotis obscura là một loài bướm đêm trong họ Noctuidae.